# Smax
Smax est le héros et le titre d'une série de bande dessinée créée par Bertschy en 1999. Il apparaît régulièrement dans le mensuel Tchô! édité par Glénat. La série comporte cinq tomes.

## Synopsis
Smax est une jeune personne qui passe son temps à glander, draguer et faire la fête. Mais il lui arrive passablement d'embrouilles. Pour gagner sa vie, il effectue des petits boulots, comme livreur de pizza.

## Albums
1. La Guerre des boutons, Glénat, 2000
2. La Folie des glandeurs, Glénat, 2001
3. Zéro Zéro Smax, Glénat, 2002
4. L'Été meurtrier, Glénat, 2003
5. Smackass, Glénat, 2005